# Le due vie del destino - The Railway Man (libro)
Le due vie del destino – The Railway Man è un libro autobiografico che narra la storia di Eric Lomax il quale, durante la Seconda Guerra Mondiale, fu fatto prigioniero dai giapponesi e portato in un campo di lavoro forzato a Burma, dove collaborò alla costruzione della Ferrovia della Morte tra Birmania e Siam. Il libro in Italia è edito da Vallardi ed è uscito ad agosto 2014.

## Trasposizione cinematografica
Le due vie del destino - The Railway Man (The Railway Man) è un film del 2013 diretto da Jonathan Teplitzky con protagonisti Colin Firth e Nicole Kidman. Il film è stato presentato in anteprima mondiale il 6 settembre 2013 al Toronto International Film Festival ed è uscito in Italia l'11 settembre 2014.

## Premi e riconoscimenti
- Nel 1996 il libro ha vinto il Premio PEN/Ackerley[2]

## Edizioni in italiano
- Eric Lomax, Le due vie del destino, Vallardi, Milano 2014
- Eric Lomax, Le due vie del destino: the Railway Man, Vallardi, Milano 2015